# Skrædderen fra Torsjok
Skrædderen fra Torsjok (russisk: Закройщик из Торжка) er en sovjetisk film fra 1925 af Jakov Protasanov.

## Medvirkende
- Igor Ilinskij - Petja Petelkin
- Olga Zjizneva
- Anatolij Ktorov
- Vera Maretskaja - Katja
- Lidija Dejkun - Sjirinkina